# Emilio Carlos Berlie Belaunzarán
Emilio Carlos Berlie Belaunzarán (Aguascalientes, 4 de novembro de 1939) é um sacerdote católico mexicano, atual arcebispo-emérito de Iucatã. Sue lema episcopal é "In Nomine Domini" ("Em nome do Senhor").